# Гастейнсвеллюр
Гастейнсвеллюр (ісл. Hásteinsvöllur) — багатофункціональний стадіон у місті Вестманнаейя, Ісландія, домашній стадіон клуба «Вестманнаейя».

## Історія

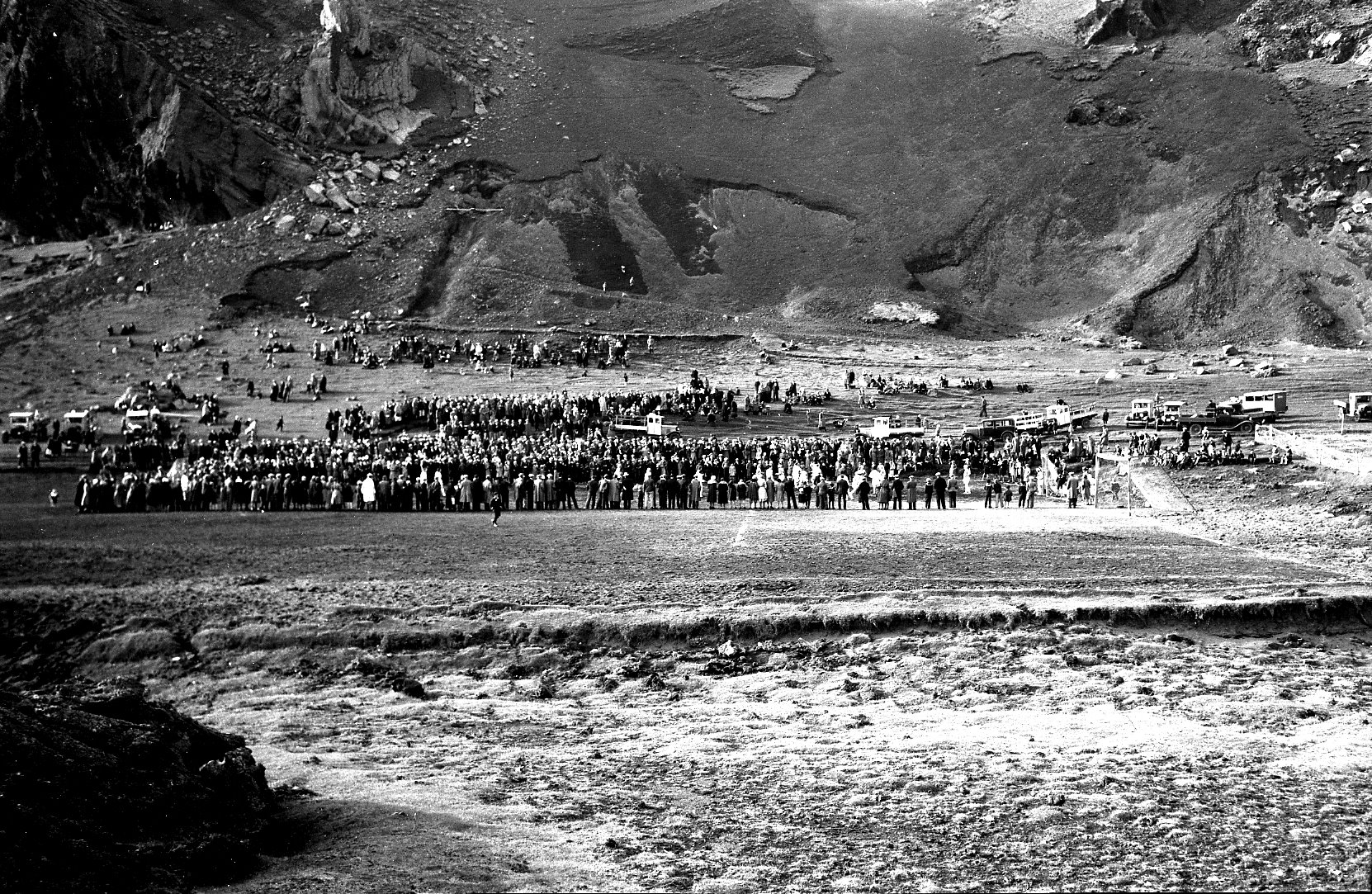
Стадіон у 1920 році

Історія стадіону починається з 1912 року. На той час це був лише невеличкий грубий торф. Стадіон було відремонтовано у 1922 році, але він ніколи не розглядався як арена для футболу або інших видів спорту. У 1935 році на цьому місці було зведено новий стадіон. Там була гладка поверхня та оптимальні умови. Але ця поляна використовувалася лише 8 років.
Найважливішим моментом в історії стадіону є 1960 рік, коли поле було вирівняно та збільшене до сучасних розмірів. Також газон був засіяний насінням трави. 
У січні 2012 року клуб «Вестманнаейя» анонсував встановлення на стадіоні додаткових 700 місць до початку першої гри сезону 2012 року. Орієнтовна вартість цих змін 40 млн ісландських крон.
У 2017 році BBC назвав «Гастейнсвеллюр» однією з 10-ти найкрасивіших спортивних арен. У квітні 2021 року сайт 90min.com оцінив «Гастейнсвеллюр» як 14-й за красою стадіон у світі.

## Відвідуваність
«Гастейнсвеллюр» є одним з найвідвідуваніших стадіонів у країні. Середня кількість глядачів на матчах складає близько 10 % від загальної чисельності населення в цьому районі.
Рекорд відвідуваності на стадіоні був встановлений 3 серпня 2013 року під час матчу чемпіонату Ісландії між «Вестманнаейя» та «Гапнарф'ярдаром».